# Danny Watts (pilote automobile)
Pour les articles homonymes, voir Danny Watts et Watts.
Danny Watts, né le 31 décembre 1979 à Aylesbury, (Buckinghamshire), est un pilote automobile britannique.
Il participe au championnat Le Mans Series avec l'écurie Strakka Racing.

## Biographie
Marié et père d'un enfant, il fait son coming out en février 2017, après avoir pris sa retraite des circuits,.

## Palmarès
- Champion de Grande-Bretagne de Formule Renault en 2002
- Vainqueur du classement général des 1 000 km du Hungaroring en Le Mans Series 2010 avec le Strakka Racing
- Vainqueur des 24 Heures du Mans dans la catégorie LMP2 en 2010 avec le Strakka Racing

## Résultats aux 24 Heures du Mans
| Année | Voiture                   | Équipe         | Équipiers                         | Résultat             |
| ----- | ------------------------- | -------------- | --------------------------------- | -------------------- |
| 2007  | Panoz Esperante GTLM (pl) | Team LNT       | Tom Kimber-Smith / Tom Milner Jr. | Abandon              |
| 2009  | Ginetta-Zytek 09S         | Strakka Racing | Peter Hardman / Nick Leventis     | 21e                  |
| 2010  | HPD ARX-01c               | Strakka Racing | Nick Leventis / Jonny Kane        | 5e et vainqueur LMP2 |
| 2010  | HPD ARX-01d               | Strakka Racing | Nick Leventis / Jonny Kane        | Abandon              |